# Íslendingabók
Die Íslendingabók (das Isländerbuch oder Liber Islandorum) ist das älteste bekannte Geschichtswerk Islands.
Es wurde um 1125 von dem Isländer Ari Þorgilsson (Ari der Gelehrte) geschrieben und stellt die Geschichte Islands von der Landnahme durch norwegische Oberschichtfamilien bis 1118 dar. Die Ursprungsfassung ist nicht erhalten, wohl aber seine eigene Revision des Textes. Nach seinen eigenen Angaben hat er in dieser Fassung die genealogischen Register („áttartala“) und Königsbiographien („konunga ævi“) der Ursprungsfassung weggelassen.

## Sprache und Stil
Sehr entgegen den Zeitgebräuchen wurde das Buch auf Isländisch verfasst, normalerweise benutzte man unter Gelehrten dieser Zeit auch in Island die lateinische Sprache, die die internationale Wissenschaftssprache noch bis in die Barockzeit darstellte. Ari fróði hat in gewisser Weise damit schon in der Frühzeit der isländischen Literatur die Tradition begründet, auch wissenschaftliche Texte in der Muttersprache zu verfassen. Sein Stil ist knapp, und man erkennt, dass er selbst durchaus des Lateinischen mächtig war.

## Wissenschaftliche Arbeitsweise und Inhalt
Ari arbeitete schon mit Belegen, nannte seine Quellen und belegte Jahreszahlen. Seine wichtigste Quelle war sein Ziehvater Hallr von Haukadalur, der 1089 im Alter von 94 Jahren starb. Dieser war Gefolgsmann Olavs des Heiligen gewesen. Er hatte noch weitere Gewährsleute. Aber er verwendete auch schriftliche Quellen: Beda Venerabilis, Adam von Bremen, und ausländische Annalen.
Der Schwerpunkt der Darstellung liegt auf dem Allthing (Alþingi) und der Kirche. Das Werk ist in 10 Kapitel eingeteilt, von denen die ersten fünf die Besiedlung, die ersten Gesetze und die Gründung des Allthings im Jahre 930 beinhalten. Kapitel 6 behandelt die Entdeckung und Besiedlung Grönlands im Jahre 986. Kapitel 7, das längste, behandelt die Einführung des Christentums. Kapitel 8 behandelt das 11. Jahrhundert und die Tätigkeit ausländischer Missionare. Die Kapitel 9 und 10 behandeln die Geschichte Islands unter den Bischöfen Ísleifur Gissurarson (1056–1080) und dessen Sohn Bischof Gissur Ísleifsson (1082–1118).

### Aris Chronologie
Ari verwendete größtenteils eine relative Chronologie. Nur vier Angaben sind als Jahreszahlen formuliert: Der Tod Papst Gregors des Großen im Jahre 604, die Tötung des englischen Königs Edmund im Jahre 870, der Tod Olavs des Heiligen im Jahre 1000 und der Beginn einer neuen Kalenderrechnung im Jahr 1120. Mit den Angaben 870 und 1000 verknüpfte er die Besiedlung Islands und die Einführung des Christentums mit der kontinentalen Chronologie. Die Angabe 1120 diente zur Erleichterung für den Leser, sich mit Hilfe der Ostertafeln in der relativen Chronologie zurechtzufinden. Die Angabe 604 für den Tod Gregors lieferte die Kontrolle, dass die Rückrechnung über die Ostertafeln auch aufging. Das wird aus dem Umstand geschlossen, dass diese Zahl als letztes absolutes Datum am Ende des Werkes erwähnt wird und die relative Chronologie an diese nicht anknüpft. Ari begnügte sich dabei nicht mit der Angabe der absoluten Jahreszahl, sondern er bestimmte den Tod Gregors auch relativ zur Tabelle der oströmischen Kaiser. Diese doppelte Datierung hat auch Beda in seiner Historia ecclesiastica Buch II, Kap. 1 angewendet, weshalb man lange Zeit annahm, Ari habe sich auf Bedas Geschichtswerk gestützt. Dieser kam aber zu dem falschen Ergebnis 605, woraus heute geschlossen wird, dass Beda nicht unmittelbar für diese Datierung herangezogen wurde, sondern allenfalls über eine Sekundärliteratur. Das Datum selbst wurde vermutlich Johannes Diaconus entnommen, da eine Parallele zwischen den Notzeiten nach dem Tode Gizurs in Island zu den bei Johannes in seiner Vita Gregorii pape geschilderten Notzeiten nach dem Tode Gregors gezogen wird. Beide verwenden den Topos, die Notjahre nach dem Tode eines Mannes als Hinweis auf dessen Größe und Bedeutung zu schildern. Beide knüpfen ihre relative Chronologie an das zweite Regierungsjahr des oströmischen Kaisers Phokas. So bleibt unbewiesen, ob Ari Bedas Geschichtswerk überhaupt gekannt hat.

## Erhaltene Handschriften
Die älteste erhaltene Handschrift der von Ari revidierten Fassung stammt aus dem 17. Jahrhundert und wurde von Jón Erlendsson für Brynjólfur Sveinsson, den Bischof von Skálholt, geschrieben. Jón schrieb hierbei ein Manuskript aus dem 12. Jahrhundert ab, das inzwischen verloren gegangen ist. Diese mittelalterliche Handschrift muss bald nach dem Kopieren verloren gegangen sein, denn Árni Magnússon, der im späten 17. Jahrhundert durch Island zog und mittelalterliche Manuskripte sammelte, konnte keine Spur mehr davon finden.